# Dorsten
Dorsten är en stad i den tyska delstaten Nordrhein-Westfalen, och är belägen vid floden Lippe, cirka 24 kilometer från dess mynning i Rhen. Historiskt ligger Dorsten i det westfaliska gränsområdet mellan Rhenlandet och Münsterlandet. Staden har cirka 77 000 invånare, på en yta av 171 kvadratkilometer, och är en del av det norra Ruhrområdet.
Dorsten fick stadsrättigheter 1251 och är en av de äldsta städerna inom distriktet Recklinghausen. Dorsten består av stadsdelarna Altendorf-Ulfkotte, Altstadt, Deuten, Feldmark, Hardt, Hervest, Holsterhausen, Lembeck, Rhade, Wulfen och Östrich.

## Vänorter
- Crawley, Storbritannien, sedan 1973
- Dormans, Frankrike, sedan 1981
- Ernée, Frankrike, sedan 1985
- Hainichen, Sachsen, Tyskland, sedan 1990
- Newtonabbey, Nordirland
- Rybnik, Polen, sedan 1994
- Waslala, Nicaragua, sedan 1984
- Hod Hasharon, Israel